# Finskt kallblod
Det finska kallblodet, även kallad finnhäst eller finsk häst (finska: suomenhevonen) är den enda hästras som härstammar helt från Finland. Dess kända historia är cirka tusen år gammal. Den har använts inom de flesta områden, bland annat som militärridhäst, körhäst, arbetshäst och på senare tid även som travhäst. 2007 blev finnhästen officiellt vald till Finlands nationalhästras.
Den finska hästen används i dag främst inom travsporten men dess popularitet har hela tiden ökat, även som ridhäst och hobbyhäst. Förutom att den finska hästen är en av världens mest mångsidiga hästraser är den också en av de snabbaste kallblodshästarna i världen inom travsporten. I förhållande till sin storlek kan den dra tyngre lass än många av de större arbetshästarna. Det finns idag fyra grundtyper av finnhästen, vilket gör att det är lätt att hitta en finnhäst som passar för olika sorters ändamål. Den vanligaste färgen är en gyllene fuxfärg med flax dvs. ljusare man och svans, men även brunt och svart förekommer.

## Historia

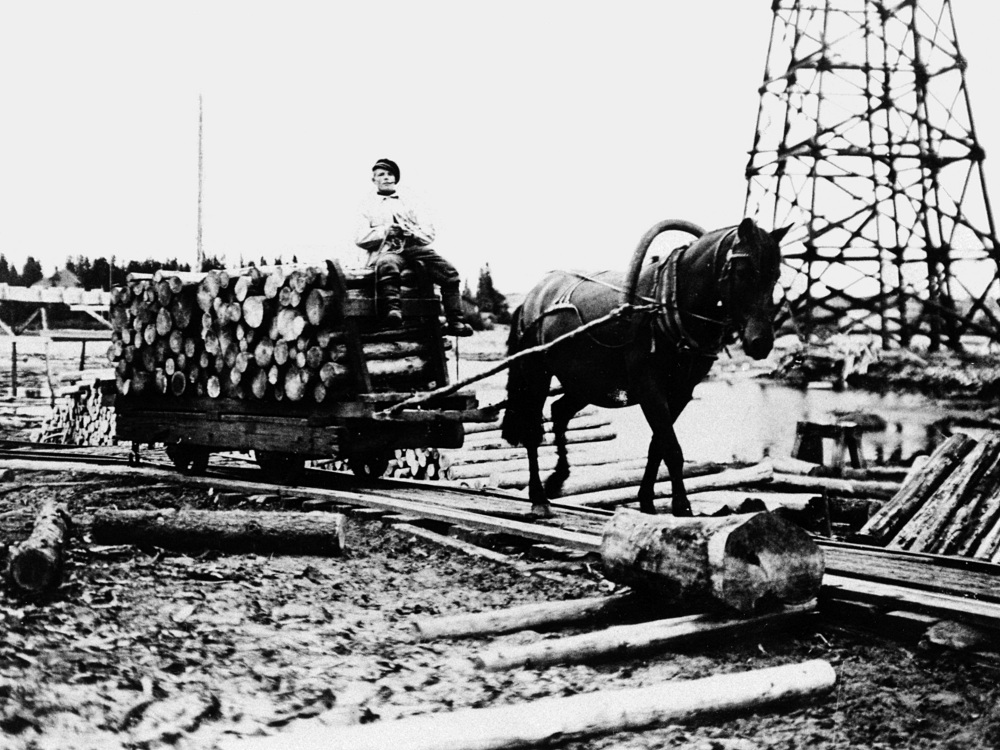
De gamla finnhästarna var oftast inte mer än 140 cm i mankhöjd men var starka nog att dra tunga lass.

Den finska kallblodshästen är liksom den norska dölehästen och svenska nordsvensken en ras med gamla anor, mer än 1 000 år tillbaka i tiden. Det finska kallblodets hemtrakter sägs vara Savolaks i mellersta Finland, ett område som är rikt på skog, och de första dokumentationerna om finnhästen som distinkt ras är från slutet av 1300-talet. På grund av det isolerade området har finnhästen hållits relativt ren från blod utifrån.

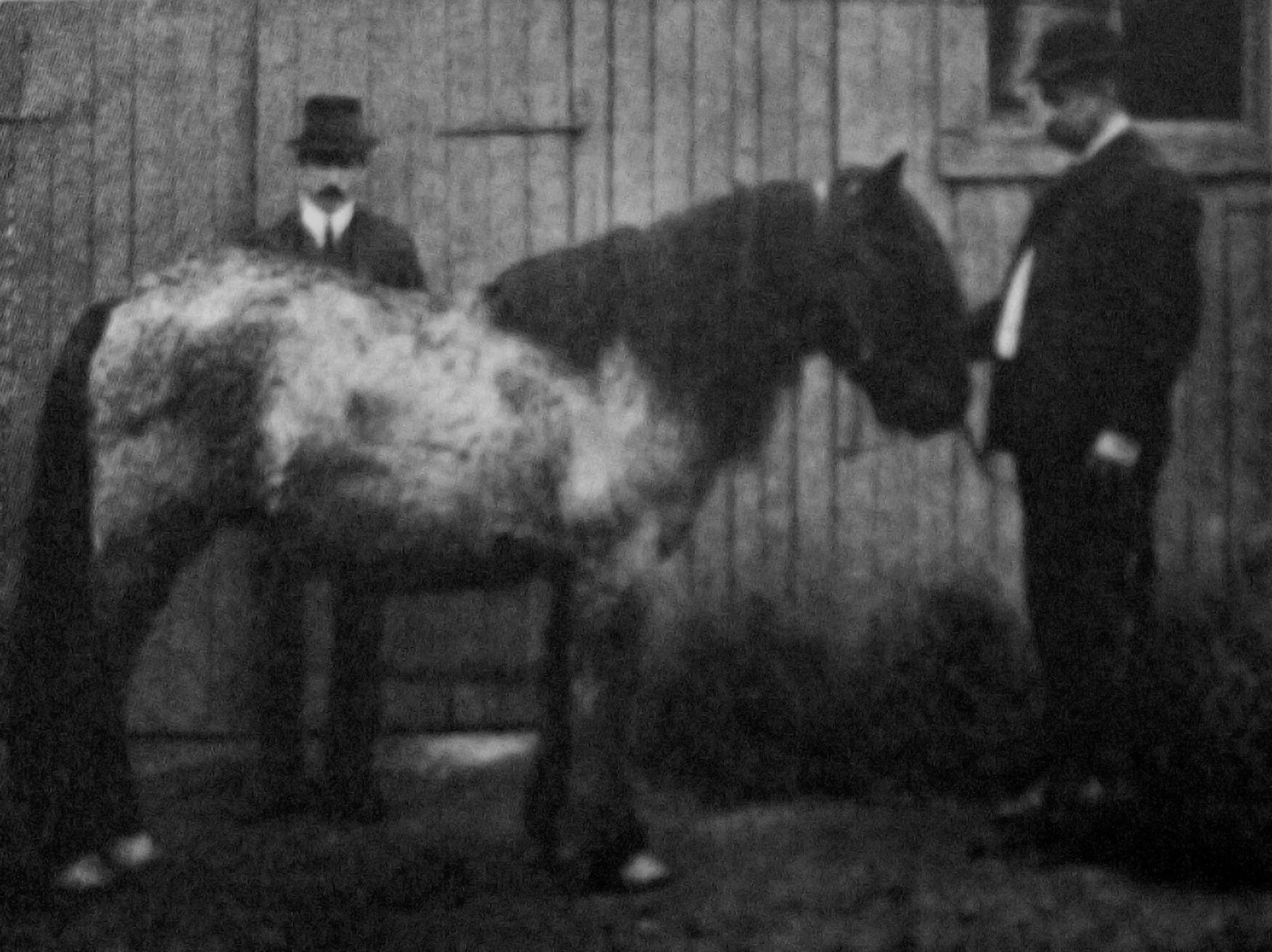
Gamla typer: en liten häst, en robust konstantskimmel från Karelska näset, fotograferad 1909. Mankhöjd 130 cm.

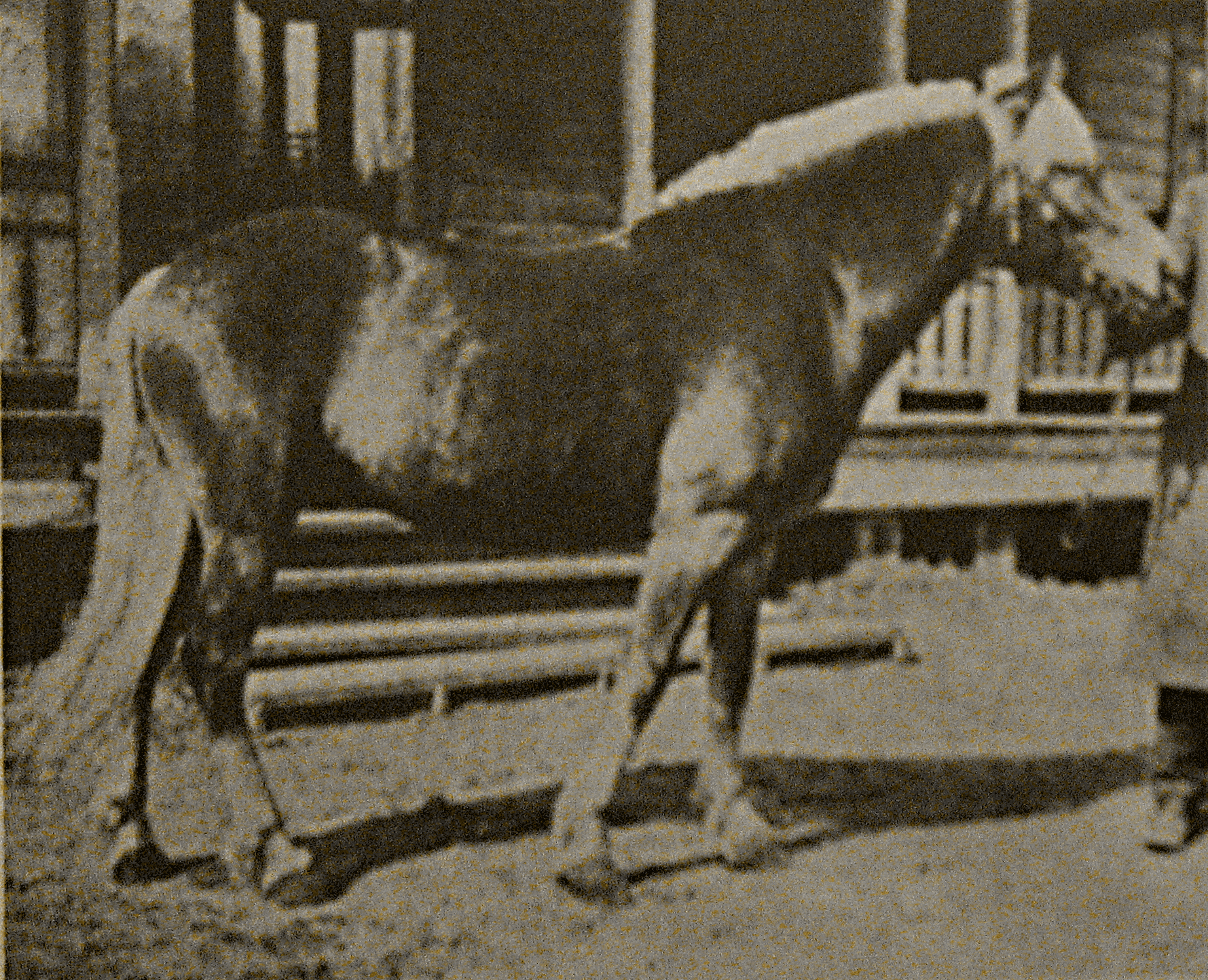
Gamla typer: en större häst, en linfux med mer finskuren form från Mellersta Finland, fotograferad 1910. Mankhöjd 141 cm.

Det finns idag många teorier om hur de första hästarna kom till Finland. Oavsett var hästarna kom ifrån har arkeologiska fynd av bland annat bett i gamla gravar visat att hästarna fanns i Finland så tidigt som på mellersta järnåldern. Det finns inga bevis för att det har funnits vildhästar i Finland, utan hästarna var importerade. De hästar som fördes till Finland var troligen ättlingar till de primitiva, numera utdöda skogshästarna från norra Europa då finnhästen har mycket gemensamt genetiskt med andra hästraser från norra Europa och Norden med samma härkomst. Framförallt anses det av forskare att finnhästen är nära besläktad med den estniska hästen, nordsvensken och dölehästen, som alla tre har sitt ursprung i skogshästen.[källa behövs]
Dösfynd i Finland har innehållit hästtillbehör från mellersta järnåldern. Hästskor från folkvandringstiden har hittats på många olika ställen. Man tror att den finska hästen har samma anfäder som den estniska hästen, den norska nordlandshästen, det svenska gotlandsrusset, den ryska mezenhästen från Archangelsk och den litauiska zemaituka-ponnyn.
En annan teori utgår från att några av de första hästarna fördes västerifrån till Finland med vikingar mellan 800 och 1050. Dessa hästar skulle då vara små, av lanttyp och härstamma från den tatariska ponnyn som levde i Norden för flera tusen år sedan.[källa behövs]
En tredje teori, som har stöd även i dag, säger att hästarna fördes med migrerande folkslag från Ryssland. Denna teori lades fram redan under 1700-talet av naturalisten Pehr Adrian Gadd, och under 1800-talet av en professor i arkeologi, Johannes Reinhold Aspelin, som publicerade sitt verk om finnhästens ursprung 1886–1887. I verket skrev han att de finska hästarna mest sannolikt härstammade från hästar som förts från området runt floden Volga i Ryssland, samt mellersta Ryssland till Finland av finsk-ugriska vandringsfolk.
Bevis som stärker alla teorierna är att de dokumenterade hästtyperna i Finland var väldigt olika varandra, till och med under en ganska lång tidsperiod. Hästarna i östra Finland, i Karelen, var mycket mer kompakta och robusta med kort nacke och stort huvud, medan de hästar som kom från västra och centrala Finland var noblare med längre kroppstyp, lättare hals och mer finmejslat huvud. 
Den svenska professorn Eric Åkerblom publicerade en teori på 1930-talet[källa behövs] att de finska hästarna spreds ända till Norge där de ingick i utvecklingen av den norska nordlandshästen. Finnhästen av ponnytyp användes så sent som 1980 i aveln av nordlandshästar, men Åkerblom använde denna teori i ett försök att motbevisa möjligheten att den östra och den västra typen härstammade från samma hästar. Men den genetiska likheten mellan de nordiska raserna pekar tydligt på samma ursprung, och nutida forskare är överens om att finnhästen har ett brett inflytande. De tidigaste dokumentationerna om importerade hästar till Finland härstammar dock från 1229 då man importerade riddarhästar, så kallade palfreyhästar, från norra Europa.

### Svenskt inflytande

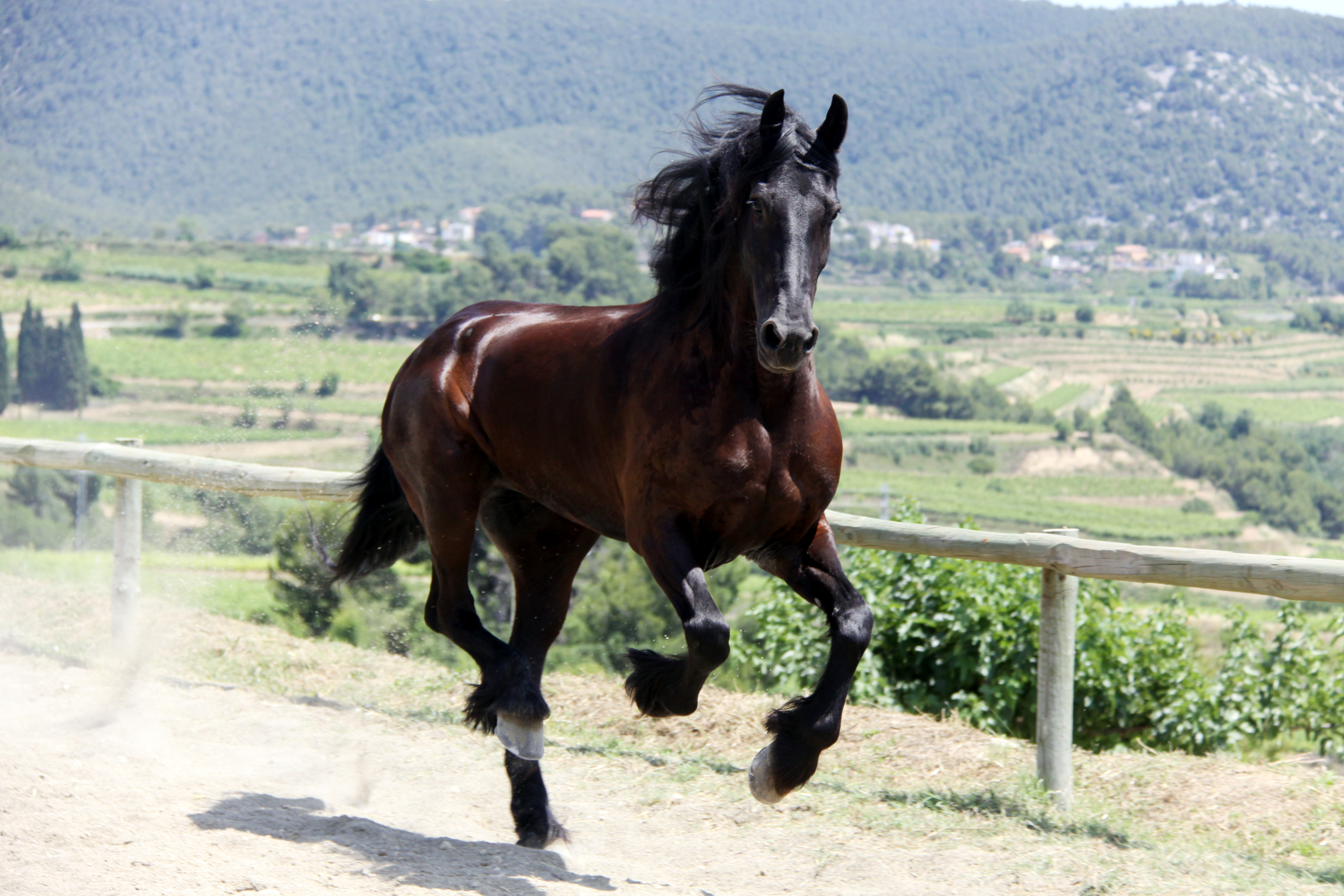
Anfäder till den moderna frieserhästen hade ett viktigt inflytande på den tidiga finska hästen.

De första dokumentationerna av importerade hästar till Finland är dock från 1299 då påven Gregorius IX skickade ett brev med en reprimand till Gotland i ett försök att få gotlänningarna att bryta all handel av hästar med Finland då finnarna ännu inte blivit kristna. Men då finnarna trots detta lyckades få upp sin hästavel, ändrades finnarnas handel från import till export. En rysk krönika från 1338 nämner ”Tamma-Karjala” som grovt översatt betyder ”Stonas Karelen”, där krönikören berömmer finnarna för sin goda hästavel, vilket betydde att de finska uppfödarna bedrev handel med ryska hästuppfödare istället för de svenska.[källa behövs] År 1347 satte den svenska kungen Magnus Eriksson därför upp gränser för hur många hästar som fick exporteras till Ryssland från Karelen. Mycket senare, under 1500-talet, skrev ärkebiskopen Olaus Magnus om den höga kvaliteten på de hästarna som användes i Finland vilket gjorde de finska hästarna ännu mer eftertraktade.[källa behövs]
När Finland var under svenskt styre togs många hästar till det finska kavalleriet och där utgjorde de troligtvis det mest markanta inflytandet i aveln av finskt hästen.[källa behövs] Selektiv avel av hästar förekom i Finland under 1500-talet när den svenska kungen Gustav Vasa, som var mycket intresserad av hästavel, upprättade avelsstationer med avelsston på sina marker i västra Finland. Han beordrade import av större och tyngre hästar från centrala Europa, framförallt från Friesland i Nederländerna till Sverige. Dessa hästar var troligen föregångarna till frieserhästen. En del av dessa hästar fördes sannolikt in i Finland också.
Enligt dokumentation från 1556 fanns det under den här tiden 231 avelsston i Gustav Vasas stationer. Man vet inte om dessa ston var rasrena frieser eller friesierkorsningar men frieserhästar användes för att öka storleken på de finska hästarna ända fram till slutet av 1500-talet. I kungsgården användes de fram till år 1650.
Gustav Vasa fann dock att de finska uppfödarna exporterade hundratals hästar via båt till Lübeck i norra Tyskland och satte därför ett totalförbud på export av hästar under sju år. Gustav Vasa genomförde även stora reformationer i sitt kavalleri. Under senare medeltiden bytte man från de stora och tunga hästarna till lättare kavalleri och med det ändrades även hästaveln. 1550 gav Vasa order om att speciella avelsstationer skulle hållas på kungsgårdarna i hela  Sverige, också i alla finska landskap. Varje station skulle hålla 20 ston och några hingstar. Avkommorna skulle sedan användas i kavalleriet.[källa behövs] Man använde sig både av de finska hästarna och hästar som importerats från Sverige i aveln. Vasas mål med denna avel var att öka storleken på de finska hästarna. Gustav Vasas efterträdare, kung Erik XIV förbjöd även exporten av de finska hästarna vilket visade hur viktiga de var för de kavallerierna som upprättades i Finland. Användandet av dessa stationer pågick i ungefär 100 år innan Gustav Vasas efterträdare avvecklade programmen. Den sista av dessa avelsstationer fanns i Björneborg (fi: Pori) och stängdes 1651. De statsägda hästarna som stått där skeppades istället över till Gotland.

### Utavel med andra raser
Under början av 1600-talet utsattes finnhästen för mycket utavel bland annat med fler frieserhästar och oldenburgare. Under 1700-talet utvecklades även många av dagens europeiska varmblodshästar som importerades till Finland och korsades med de tyngre finnhästarna för att göra lättare kavallerihästar. Även ädlare och lättare raser som arabiska fullblod och spanska andalusier importerades och korsades sannolikt in i en del av kavallerihästarna.
Under första halvan av 1800-talet korsade man finnhästarna med ryska hästar som donhäst och orlovtravare som ökade hästens storlek och gjorde dem mer ridbara och ädlare. En hästtyp som blev känd som ”fürstenbergisk ras” avlades fram i området Norra Savolax var korsningar mellan finnhästar och orlovtravare, framavlade av ingenjören Fürstenberg under början av 1800-talet. Utavel med Donhästar pågick så sent som på 1920- och 1930-talet men då främst på de svarta och bruna finnhästarna som användes av kavalleriet. Dragonförbundet i Nyland vid Finska viken hade bland annat många exemplar av bruna och svarta finnhästar. På stuterierna Hali och Sarrkila i norra Karelen hade man även utavel med tunga ryska arméhästar, men även lättare och ädlare raser. ”Halihästarna” hade influens på en hel del av våra nutida framgångsrika travhästar.
Utavel användes även för att förbättra de privata arbetshästarna då bättre väger och modernisering av jordbruken gjorde att oxar ersattes med hästar. Man utavlade nu finnhästarna med större och tyngre raser för att få bättre och starkare arbetshästar. Importerade percheronhästar från Frankrike och tunga lanthästar från Norge användes i aveln. I södra Finland, då främst Södra Österbotten och Södra Finlands län, använde man sig mycket av riktigt tunga ardennerhästar. I Södra Savolax använde man sig av många olika raser och typer av hästar. Då aveln av de finska hästarna nu skiljde sig så mycket fanns ingen enhetlig rasstandard för de finska hästarna förrän man startade stamboken under 1900-talet. Några av de första hingstarna som registrerades fick till och med kritik för att de hade ett alldeles för ”norskt” intryck.

### Travsportens influenser

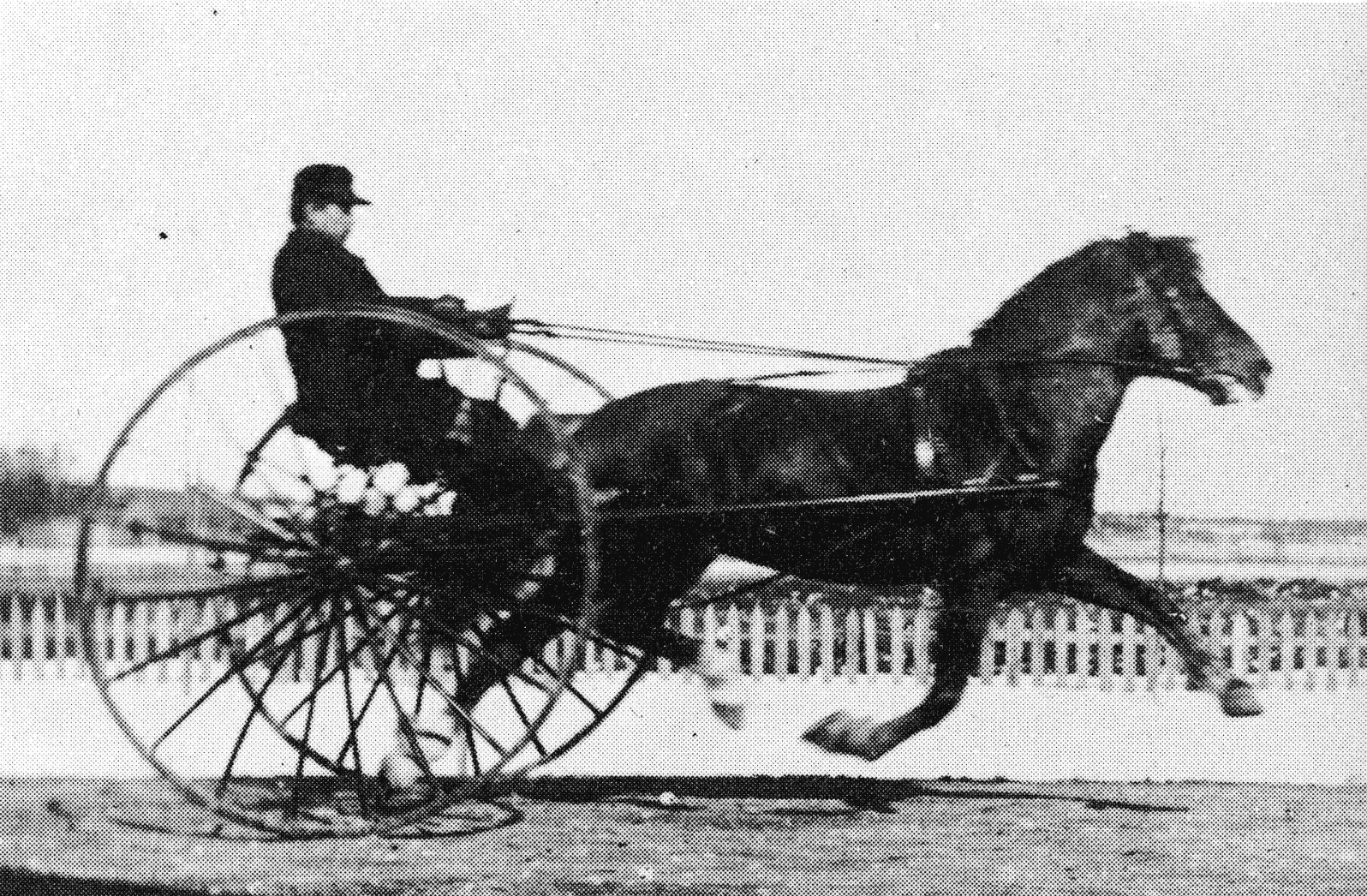
En av de första stamhingstarna inom travet, Kirppu, cirka 1890.

År 1863 var den svenska veterinären G. W. Sjöstedt på besök i Finland för att lansera sina idéer om hur aveln på finnhäst skulle främjas genom travsport. Travsporten hade existerat sedan 1817 då de absolut första travtävlingarna hölls på isen på Aura å utanför Åbo. Men Sjöstedts idé var att få fram en lättare typ som inte funnits förr som skulle kunna tävlas internationellt. Hästavelsföreningar bildades i landet och anordnade travtävlingar och snart började även finska staten att delta i arrangemangen. Det första statsfinansierade travloppet gick i Tavastehus redan år 1865. Då var det dock inte bara renrasiga finnhästar som startades. De enda kriterierna som fanns var att hästarna skulle vara födda i Finland och minst 141 cm i mankhöjd.
Det växande intresset för travsporten ledde till att många finnhästar avlades ut med bland annat ryska hästar som orlovtravaren som skulle ge en lättare och snabbare travtyp. Detta satte föreningarna stopp för då man 1907 startade en stambok för finnhästen och stängde den helt och hållet för inblandning med andra raser. De första reglerna för registrering i stamboken utgick från en bedömning av hästarnas exteriör och enbart renrasiga hingstar. Först 1917 öppnades stamboken för ston under kravet att hon hade minst två generationer med renrasiga finska hästar i sin stamtavla. År 1922 ändrade man detta till tre generationer. En del lokala föreningar hade fört stambok över den lokala aveln vilket gav ett bra underlag för att registrera ston. 1919 startades den första föreningen för finska kallblodiga travare, ”Suomen Ravirengas ry”, som även blev centralförbund för andra finska privata travföreningar.
Under 1950-talet var det förbjudet att importera varmblodshästar till Finland, medan övriga världen mest satsade på travsport med just varmblodshästar, till exempel den amerikanska travaren. År 1959 upphävdes förbudet och flera travhästar av rysk härkomst importerades vilket även gav intresset för travsporten ett uppsving i Finland. Detta blev eventuellt räddningen för rasen då finsk travsport utvecklades som mest under 1960-talet. Idag är Finland störst i världen inom kallblodstravet och finnhästen används mycket som travhäst, men även till ridning och körning. I juli 2001 fick Finland vara värd för Travsportens Världskonferens. Världsmästerskapstävlingen för kuskar arrangeras på samma vecka i samarbete mellan Sverige och Finland.

### Återskapande av finnhästen
Efter många års utavel dokumenterades hela fyra typer av finsk häst. Under tiden för det ryska imperietdokumenterade den ryska, officiella avelsinspektören, general Mayendorff, dessa fyra typer. ”Haapaniemi-typen”, ”Fürstenberg-typen”, ”Orlov-typen” och den ”karelska typen”. Den finska akademikern A. Elving påstod då att de karelska hästarna var de mest renrasiga med enbart ryskt inflytande, medan de sydvästra hästarna var påverkade av både svenska, tyska och engelska hästar. Men under den här tiden hade Finland en mycket stor hästpopulation, över 200 000 hästar, och det ökande intresset för en mer selektiv avel ledde till att all utavel med andra raser inte hade något större inflytande på dagens finska hästar.
Den svenska kungen Karl XII bedrev en stark kampanj under det stora nordiska kriget (1700–1721) och under den här tiden var det finska kavalleriet större än vad det någonsin hade varit förut och nästan varenda häst som var duglig fördes in i kriget. Hästarna utnyttjades inte bara av kavalleriet, utan även infanteriet och för att transportera gods. De hästar som användes av den svenska militären återfördes aldrig till Finland. De sista hästarna att användas i kriget togs till Sverige 1714 och till Norge 1718. De finska hästarna minskade drastiskt i population och kvaliteten försämrades markant. Den ryska ockupationen av Finland ledde till ytterligare försämring av den finska häststammen. Under Peter den Stores order exporterades ett stort antal hästar från Finland till Ryssland, då främst till Vyatka där de tillsammans med estniska hästar ingick i utvecklingen av Viatkaponnyn. Då ryssarna hade tagit det bästa avelsmaterialet, och även på grund av gamla seder där betesmarker delades mellan folken i större områden så skulle återskapandet av finnhästen ta århundraden.
För att återgå till att avla de finska hästarna mer renrasiga och öka kvalitén vände sig de finska uppfödarna till Toristuteriet i Estland dit man hade exporterat finska hästar av den gamla typen när stuteriet skulle utveckla sina Torihästar. De estniska uppfödarna hade fört noggrann dokumentation över de hästar man köpt och de finska uppfödarna använde denna beskrivning som en riktlinje att gå efter när de skulle återskapa den gamla finnhästen.

### Kronhingstarna

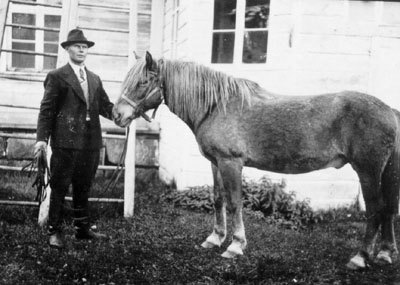
Uppfödaren Hannes Kopsakangas med hingsten Jaska, en hingst som ägdes av kommunen. Fotograferat under tidigt 1940-tal.

1869 beordrade den finska staten att man skulle samla ihop de bästa hingstarna i regionerna runt Vasa, Tavastland och Kuopio. Dessa hingstar skulle ägas av allmänheten och vara tillgängliga för privata uppfödare. Den finska regeringen gick in med pengar och instruktioner om att åtta provinser skulle få 4 hingstar var att utnyttja till avel. På bara några år utökades avelsområdena till hela hundra avelsdistrikt som på finska kallades ”Ruununoripiiri”. Varje distrikt skulle så småningom få tillgång till varsin stats-hingst, men bristen på avelsmaterial gjorde att det dröjde flera år innan en del av distrikten fick tillgång till dessa hingstar. Dessa hingstar kallades ”kronhingstar”, eller på finska ”ruununori”. Varje kronhingst döptes med ett namn som avslutades med -ro, förkortningen på det finska namnet.
Officiella instruktioner gavs aldrig ut om storlek, styrka eller ens stamtavla på dessa kronhingstar och det enda gemensamma målet var att öka hästarnas mankhöjd och vikt. Under sekelskiftet 1800- till 1900-tal fanns fortfarande inget mål för vad man ville få ut av att avla de finska hästarna. Det enda man var överens om var att det behövdes arbetshästar. På grund av detta varierade utseendet mycket bland de finska hästarna. Från början hade kronhingstarna valts ut av en kommitté som bestod både av privata uppfödare, statsanställda agronomer, veterinärer och militära officerare. 1893 bytte man så att hingstarna istället valdes av direktören för en nystartad civil service för hästavel. Den första som fick detta jobb var agronomen och gårdsägaren Ernst Fabritius.
Kronhingstarna lånades ut till privata uppfödare som då fick ha dem helt i sin ägo en tid. Vem som fick ta hand om hästen avgjordes ofta genom auktioner där den som gick med på få minst pengar för mödan, fick ta hand om hingsten. Att ta hand om kronhingstarna ansågs nämligen vara hårt jobb, eftersom man fick ett stort ansvar i att ta hand om statens egendom. Den som tog hand om hästen var även tvungen att ha en person tillgänglig som alltid tog hand om hingsten och hingsten var tvungen att vara tillgänglig för betäckningen under avelssäsongen, vilket alltid inföll under våren då det var mycket annat jobb som behövdes göra på gårdarna. Trots detta var hingstarna eftertraktade då den som tog hand om hästen även fick behålla de pengar som betalades i betäckningsavgift och efter att hingsten fått 60 avkommor kunde uppfödaren bli ensam ägare av hingsten. Mindre populära hingstar som fick färre avkommor kunde uppfödare få behålla redan efter sex år. Detta system visade sig dock ha stora brister då man inte kunde bedöma hingstens värde som avelshingst förrän hästen redan bytt ägare. Men för de privata uppfödarna fick detta en positiv effekt då de kunde vara med och påverka riktningen och målet med aveln.

### Selektiv avel av finnhästen

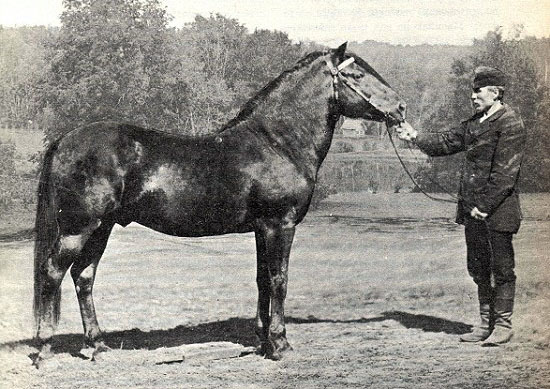
Det första kända fotografiet på en namngiven, renrasig finnhäst taget 1882, föreställande en av de första stamhingstarna, Jaakko.

Under början av 1900-talet började den finska nationalismen få fäste och ökade starkt. I och med detta blev man även mer inställd på att avla de finska hästarna så rasrena som möjligt och utavel med andra raser slutade nästan helt. Finnhästen räknades nu som en nationell symbol och man ville ha dem så renrasiga som möjligt. Den 20 november 1894 startades den första rasföreningen för finnhästen, ”Hevoskasvatusyhdistys Hippos”, som senare bytte namn till ”Suomen Hippos”. Föreningen arbetade aktivt med att avla och förbättra finnhästen genom selektiv avel utan inblandning från andra raser. 1905 utfärdade den finska regeringen ett dekret om att avelsföreningar och förbund skulle startas över hela landet för att ytterligare skydda finnhästen.
Under de första åren var man mycket angelägen om att avla bort gamla ”utländska” karaktärsdrag. Färgen blev bland annat mycket viktig bland uppfödare och man satsade nästan uteslutet på finnhästarna som var fuxfärgade med ljus man och svans. Det var först under 1920-talet som detta ändrades, när man började hålla styrkeprov och uthållighetsprov för hästarna. Nu utgick man istället från hästens kapacitet, rörelse, byggnad och allmänna karaktär, snarare än färg.
Efter starten av stamboken år 1907 kunde man nu även registrera sina hästar och avla ännu mer selektivt och nu födde man upp två officiella men ganska olika typer av finnhäst; en lätt finsk universalhäst som är mycket lik dagens finnhäst, och en tyngre draghäst, som användes till mer krävande arbeten. Men sedan kom den förstnämnda att dominera och överta som rastyp då de var mer användbara än de tyngre typerna. Idag finns det återigen fyra typer av den finska hästen, men dessa är mycket mer renrasiga än de föregående typerna. Efter stambokens uppförande satsade uppfödarna på att få hästarna något större och man avlade selektivt med stor hänsyn till hästarnas exteriör. Man nådde ett lyckat resultat och lade därefter energi på att även avla fram hästarnas egenskaper som arbetshäst och som ridhäst, inte bara travhäst.

### Finnhästen idag
Sedan starten av stamboken 1907 har man avlat finnhästen helt renrasig. Även om inkorsning av andra raser kan vara omedveten har man idag DNA-tester och om dessa visar inflytande från andra raser godkänns inte hästen för registrering. 1924 delades stamboken in i två grenar, en för den tunga drag- och arbetshästen och en för den lättare universalhästen.
Under andra världskriget hade den duktiga draghästen stor betydelse. Hästen var helt oersättlig eftersom motoriseringen bara delvis hade kommit igång i landet. Före kriget fanns det omkring 380 000 hästar i Finland. År 1950 fanns det över 409 000. Betäckningsantalet sjönk kraftigt i början på 1950-talet. I Finland liksom i andra länder tog mekaniseringen över i jordbruket och hästen efterfrågades allt mindre, då de ersattes av traktorer och maskiner. Istället exploderade intresset för ridning som sport och fritidssyssla och den lättare universaltypen ökade i popularitet. 1971 delades stamboken in på nytt i fyra olika förgreningar för fyra olika typer av finnhäst som avlas för olika ändamål. De fyra typerna är J (travartypen), R (ridtypen), T (arbetstypen) och P (ponnytypen).
1993 drabbades Finland av en ekonomisk kris som ledde till att antalet hästar som föddes upp nästan halverades i jämförelse med föregående år. Men tack vare EU:s jordbruksstöd och den ekonomiska tillväxten har antalet igen börjat stiga. Idag finns det ca 19 000 registrerade finnhästar i Finland, varav 2 000–3 000 används som ridhäst. Det föds ca 1 000 föl varje år som tillåts registrering i stamboken. Majoriteten av hästarna används inom travet och en väldigt liten del används inom jordbruk eller skogsbruk. Finnhäst avlas mest i Finland men även i större antal i Sverige och Tyskland. Stamboken förs av föreningen Finska Hippos rf Suomenratsut. 2007 blev den finska hästen officiellt utsedd till Finlands nationalras.

## De fyra grundtyperna

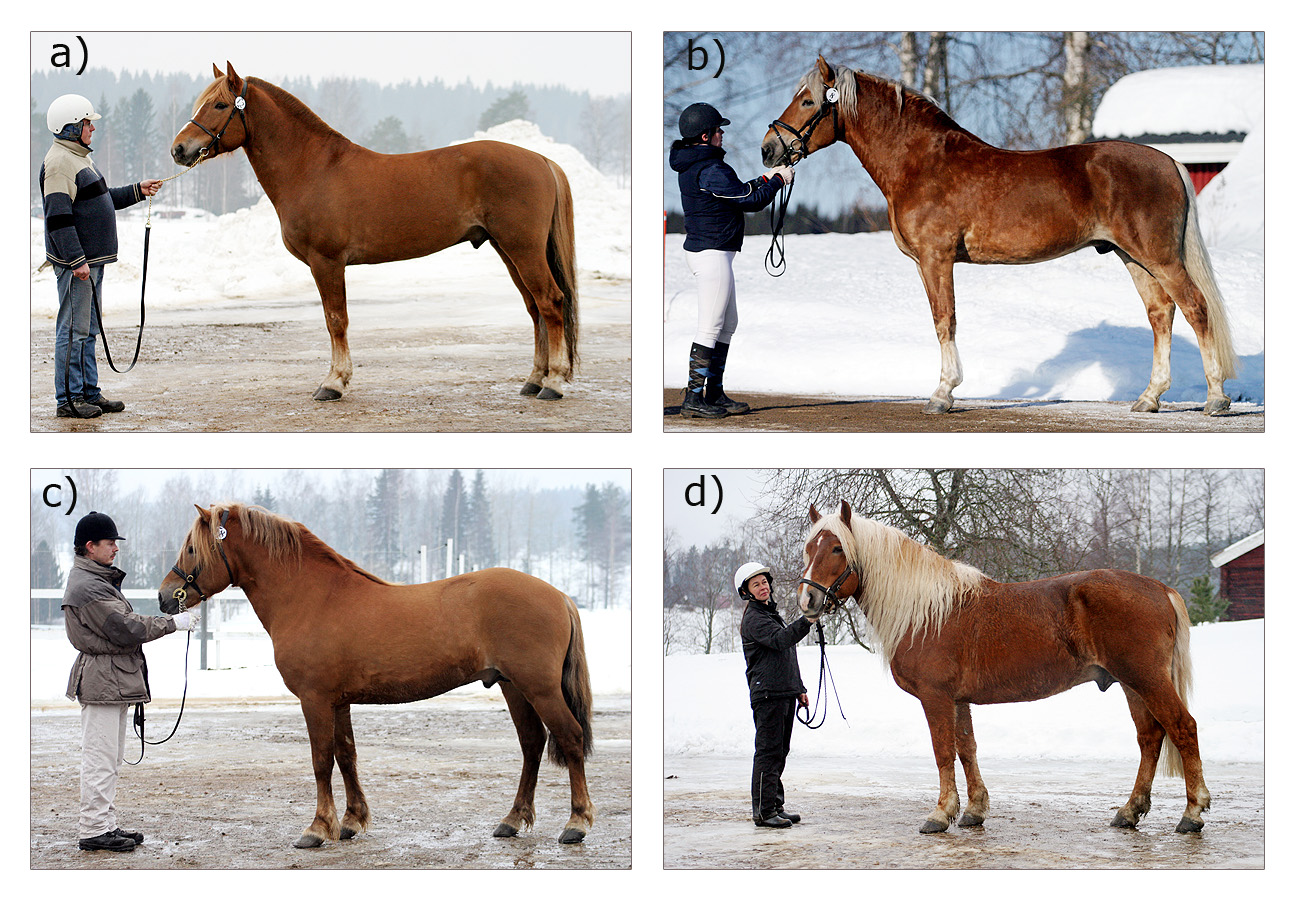
Finnhästen finns i fyra grundtyper. a: Travtyp (J), b:Ridtyp (R) c:Ponnytyp (P) och d:Arbetshästtyp (T)

Idag avlas fyra typer av finsk häst, travare (J), arbetshäst (T), ridhäst (R) och liten finnhäst eller ponnytyp (P).

### Travartypen (J)
Travartypen är den vanligast förekommande typen idag då finnhästen är mycket populär inom travsporten. Det är även den lättaste typen av finnhäst. För att registreras som travartyp i stamboken måste hästen genomgå ett körtest där den ska klara en travbana på standardtid som satts av det finska hästregistret ”Suomen Hippos”. Travartypen har en lågrektangulär kroppsform med lång kropp och långa ben. Det första officiella finska rekordet inom trav sattes 1865 av finnhästen Brita. De finska travhästarna innehöll rekordet tack vare bland annat Viesker ända fram till 2005 då det slogs av den svenska travaren Järvsöfaks.

### Ridtypen (R)
Ridtypen är något kraftigare än travartypen men är fortfarande ganska lätt och en utmärkt allroundhäst för all slags ridsport. Ridtypen är inte i nivå med varmbloden och når därför oftast inte elitnivå men på lättare nivåer har finnhästarna nått framgångar på tävlingsbanorna i både banhoppning, dressyr och fälttävlan. Vid sekelskiftet och början på 1900-talet var ridning utöver kavalleriet bara en fritidssysselsättning för ytterst få. Under 1960-talet när intresset för ridsport ökade i Finland började man importera lättare hästar och ponnyer. Fram till 1970-talet användes finnhästarna enbart till arbete och travsport medan ridtypen var mer en kavallerihäst, innan ridningen blev en spridd hobby. Sektionen för ridhästtypen i stamboken fick bara ett dussintal registreringar de första tio åren. Föreningen ”Suomenratsut ry” (Finska ridhästar) startades därför 1974 för att göra reklam för ridhästtypen. Under slutet av 1970-talet fanns dock fortfarande enbart ca 300 registrerade ridhästtyper, men intresset ökade stadigt och idag finns ca 5 000 registrerade ridtyper. Ridhästen har precis som travaren långa ben. De hoppar hinder mycket bra och balanserat, och lär sig snabbt. Men de kan inte hoppa särskilt högt och galoppera tillräckligt snabbt för att klara sig på hinderbanor över 130 cm. Trots det ofta tunga huvudet och korta halsen har ridhästtypen visat sig kunna skolas till svår dressyr.

### Arbetstypen (T)
Arbetstypen är den ursprungliga, gamla typen men är trots det också den mest ovanliga av de fyra typerna med enbart ett tusental registrerade hästar år 2004. Arbetstypen är större än de andra typerna med en lång kropp och kraftigare exteriör men är ändå mindre i jämförelse med många andra kallblodshästar som exempelvis ardenner eller clydesdale. Arbetstypen har en otrolig dragkraft. En normal häst sägs kunna dra ungefär 80 % av sin egen vikt under en längre tid utan problem, medan man uppskattar finnhästens till ca 110 % av sin egen vikt under samma förhållanden. Under speciella dragtävlingar har även högre värden uppmätts, ända upp till 200 % av den egna kroppsvikten. För att registreras måste hästarna bedömas gällande standarden på utseende och beteende, men måste utöver detta även genomgå ett arbetstest. Hingstar får bland annat dra 500 kg 500 meter som de måste klara på under 5 minuter. Hingstar får även trava en bana på 1000 meter som de måste klara inom standardtiden 2 minuter och 30 sekunder. Fler poäng ges för snabbare tider. Man ger även intervalltest där hästarna får dra en släpa på tufft underlag där man lägger på mer och mer vikt. Viktökningen mäts i procent av hästens kroppsvikt. Istället för dragtestet kan hästarna genomgå ett körtest där man ger poäng för fyra olika delar bland annat hästens lugn, utseende framför vagnen och hur hästen beter sig när den selas av och på, när den körs, samt när vagnen lastas och urlastas. Hästarna körs även på en bana där de visar upp stopp, går genom en hinderbana, ökar och sänker farten och backar med last runt ett hörn.

### Ponnytypen (P)
Den lilla finnhästen, eller ponnytypen, är till utseende lik den fullstora hästen, men mankhöjden skiljer dessa två typer åt då ponnytypen är under 148 cm i mankhöjd. Småhästen ska ha öron av ponnytyp och den har vanligen kraftig hals. Den är lämplig som rid- och körhäst för ungdomar eller mindre vuxna ryttare. Stambokens sektion för ponnytypen öppnades 1971 och tekniskt sett är det den nyaste sektionen i stamboken även om ponnytyper kunde registreras som universaltyp i stamboken redan år 1924 tillsammans med travartypen och ridtypen. Då finnhästen har avlats fram för sin storlek i århundraden så finns det än idag bara ytterst få blodslinjer inom ponnyaveln. Upp till 2010 har det bara registrerats 500 ponnytyper, varav 420 ston och enbart 80 hingstar. Ponnytyperna får inte överstiga 148 cm i mankhöjd men utöver det måste hästarna även genomgå ett kör- eller ridtest för att kunna registreras. Man går även igenom hästens stamtavla och man lägger stor vikt vid temperament och lydnad. Den ursprungliga finska hästen var liten, men redan Gustav Vasa påbjöd att finnarna skulle försöka avla sina hästar större. Det tog dock flera hundra år, men ledde till att småhäst-varianten blev mer sällsynt. Den mindre hästen har ofta utmärkt ridbarhet. Trots att mankhöjden överstiger 148 med en cm kan man nämna Jaime och Ruskan Reipas. Två små med Karakteristiska huvud och öron vars framgångar på tävlingsbanan är i klass för sig. Den finska småhästen är inte en annan ras, men genom avel framträder ponnydragen. En liten finsk häst kan se ut som ett gotlandsruss, vilket beror på att tiotals finnhästar skickades till Gotland på 1600-talet. Men russ och finnhästar hade korsats redan tidigare. Genom århundraden korsades fisk häst med friesisk häst, och även om det inte är en ponny, förekommer det små svarta finska hästar Med lockig man där den friesiska härstamningen tydligt kan ses. Den finska småhästen kan ha lykta och mjölmule, vilket ytterligare bidrar till dess varierande utseende, det finns heller ingen lägre storleksgräns.

## Egenskaper och utseende

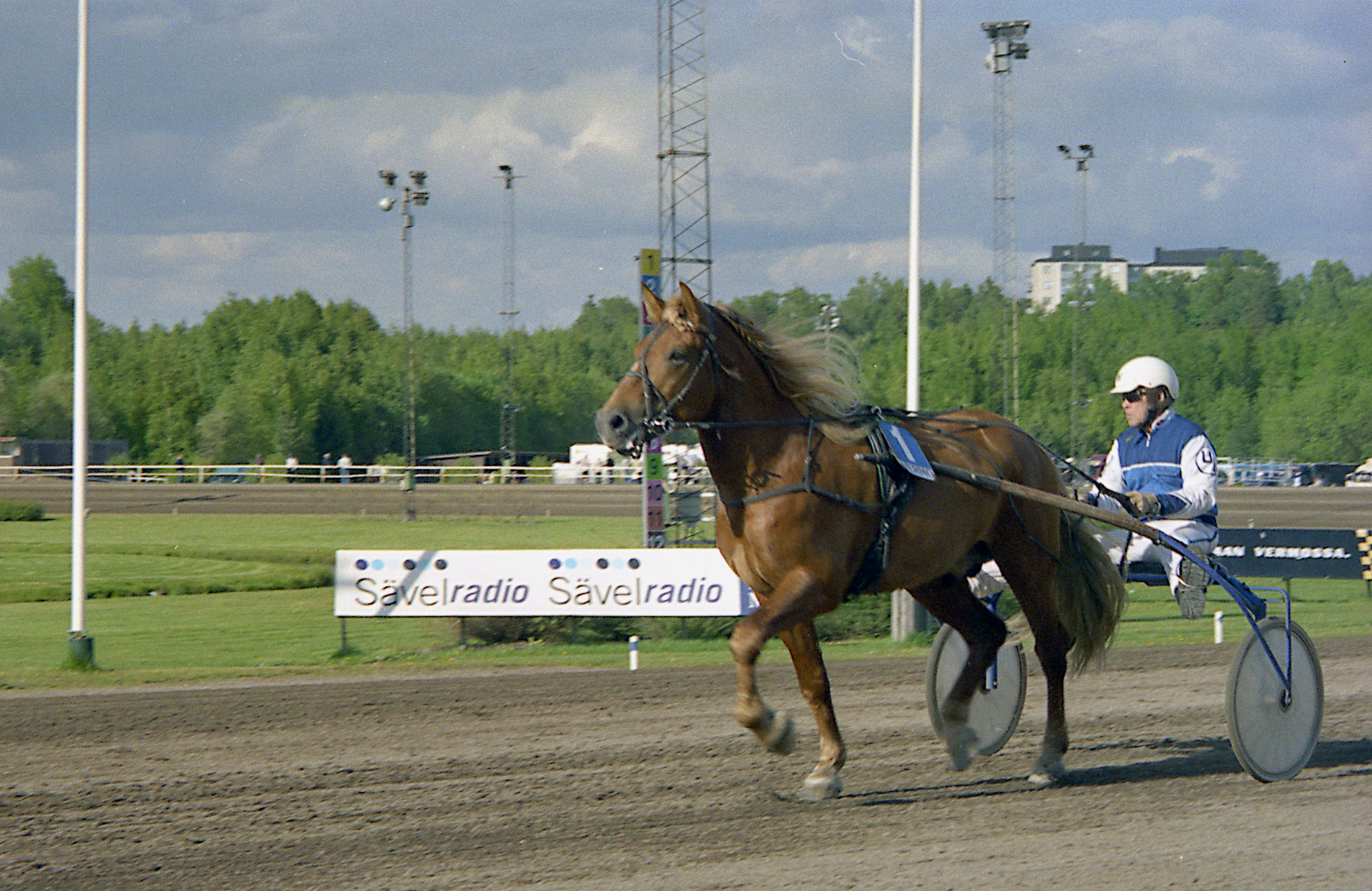
Den finska hästen är en utmärkt allroundhäst som fungerar som ridhäst, körhäst eller, som på bilden, travhäst.

Finnhästen är en utmärkt allroundhäst, lämplig som både rid-, kör- och travhäst samt som arbetshäst inom jordbruk eller skogsbruk. De bästa ridhästarna har tävlat upp till medelsvår nivå i dressyr, hoppning och fälttävlan. Förutom i Finland avlas finnhästar också i Tyskland och Sverige. Finnhästarna prisas bland annat för sitt lätthanterliga temperament och sin styrka. Den finska brukshästen är relativt liten men är så pass stark att den kan dra mer än de större kallblodshästarna i förhållande till sin storlek. Huvudet är medelstort men ganska tungt med vänliga, kloka ögon.
Utseendet på finnhästarna varierar ganska kraftigt beroende på vilken typ hästen tillhör. Travartypen är lättast, med varmblodsliknande karaktärsdrag medan arbetstypen är grövre och mer kompakt med mer behåring på ben, i man och svans. Ponnytypen är alltid under 148 cm i mankhöjd och har en ponnyliknande karaktär med större huvud och kortare ben. Ridtypen ger intrycket av en atletisk, men robust ridhäst. Gemensamt för alla typerna är dock att de ofta har mer eller mindre hovskägg på benen och kraftigt tagel i man och svans. Hovarna är starka och tåliga. Finnhästarna ska ha elastiska och goda rörelser och stadig aktion. Finnhästarna är härdiga, sunda, lugna och fogliga och lever oftast ganska länge. Det mest utmärkande för finnhästen är den vanligaste färgen, fux med ljusare man och svans. På dessa fuxfärgade hästar är benen ofta ljusare än resten av kroppen.

## Finnhästens färg

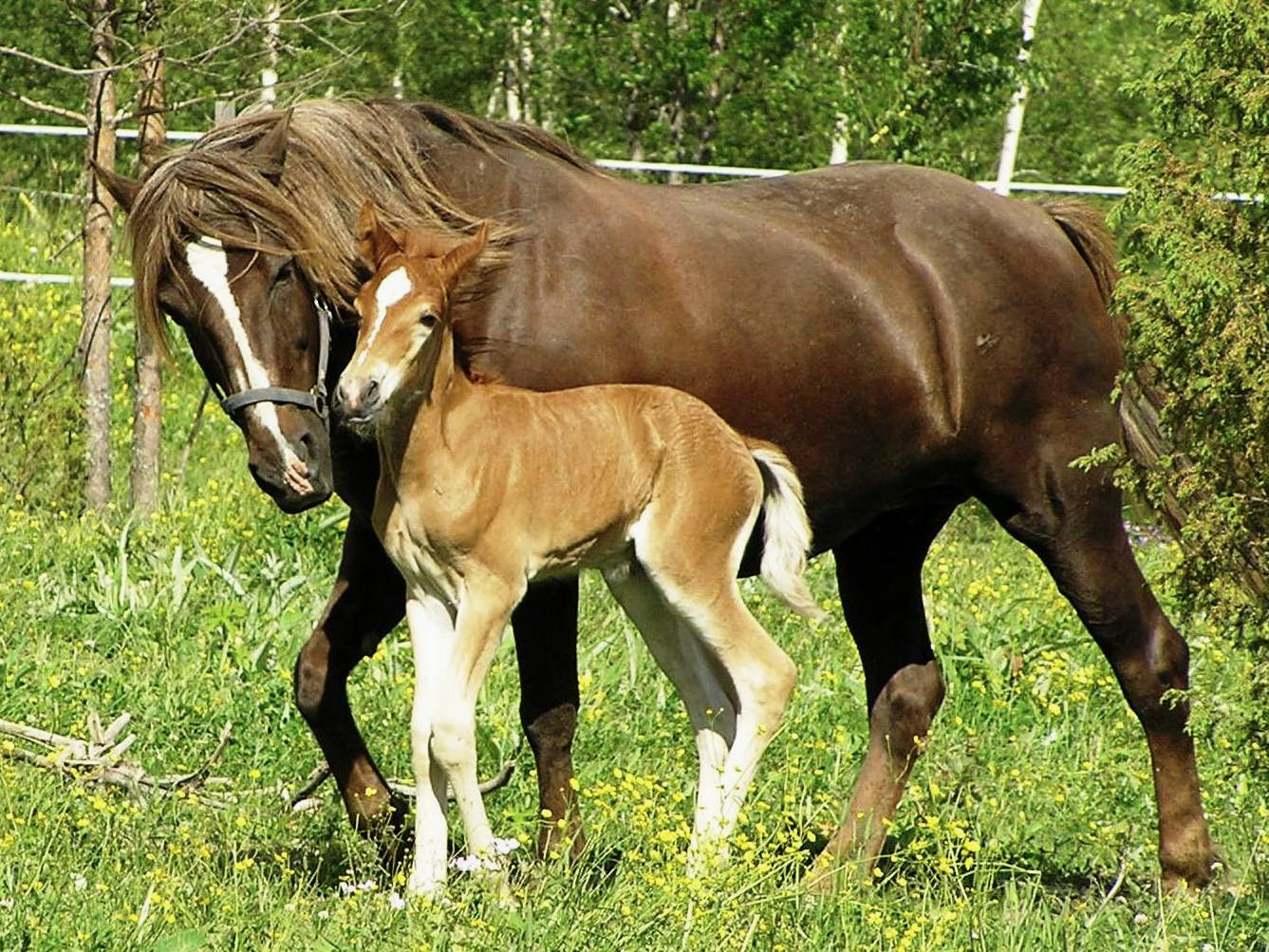
Den brunröda färgen fux är den dominerande färgen hos finnhästen även om andra färger förekommer i mindre skala.

Den vanligaste färgen hos finnhästen är den typiska fuxfärgen med rödbrun kropp. Linfuxar med ljus man och svans, och tecken är vanliga. År 2007 var 90 % om finska kallblodshästarna fuxar medan resterande var brun (6 %) och rapp (1,2 %). Övriga procentandelar utgjordes av mycket ovanligare färger som bland annat konstantskimmel, isabell och gulbrun.
Under 1700-talet var det mycket annorlunda. Enbart cirka 40 % av hästarna var fuxar. 50 % var bruna eller rappa. Till skillnad från numera var breda bläsar och höga strumpor relativt ovanliga. Anledningen till att fuxen är så dominerande numera är den selektiva avel man bedrev under 1900-talet för att få fram just den färgen. Vid sekelskiftet mellan 1800- och 1900-talet valdes finnhästen som nationssymbol för Finland och fuxen blev den officiella färgen eftersom man trodde fuxen var rasens originalfärg. Fuxen döptes till ”Hipposfärgen” efter den nystartade föreningen ”Hevoskasvatusyhditys Hippos” som numera heter Suomen Hippos. Vid den här tidpunkten räknades till och med hästar med andra färger som bevis på utavel med annat blod och godkändes knappt för avel. Enbart få privata uppfödare höll sig med dessa hästar. Målet var att göra finnhästen till en helt fuxfärgad ras, i stil med Haflingern. Avelsbestämmelserna från 1909 sade till och med att hästar som hade ”vit, grå, isabell eller skäck päls” aldrig kunde godkännas i aveln. De bruna och svarta hästarna försvann också och man avregistrerade till och med ett visst sto enbart för att hon var brun. Dessa färger var istället populärare utomlands, bland annat i Sverige där man importerade bruna finnhästar snarare än fuxfärgade. Vid ett tillfälle utgjorde fuxarna hela 96 % av de registrerade finnhästarna.
Dock ökar antalet hästar som inte är fuxar igen då vissa uppfödare börjat satsa på avel av finnhästar med andra färger. Sedan 2009 har ett dussintals skimmelfärgade och svarta hästar registrerats. Silverfärgen överlevde på grund av två anledningar. Främst för att den enbart kommer fram hos svarta pigment, vilket gör att den ligger maskerad hos fuxar, och sen för att den ger en flaxfuxliknande päls när den framträder hos bruna och svarta hästar. Silverbruna hästar registrerades sent som ”kanelfuxar” och silversvarta hästar som ”mörka linfuxar”.
Teorier finns om att utavel någon gång skett med andra hästraser men genetiska tester och historiska skrifter visar att fuxfärgen inte är den enda existerande färgen hos renrasiga finnhästar. 

### Ovanliga färger bland finnhästarna

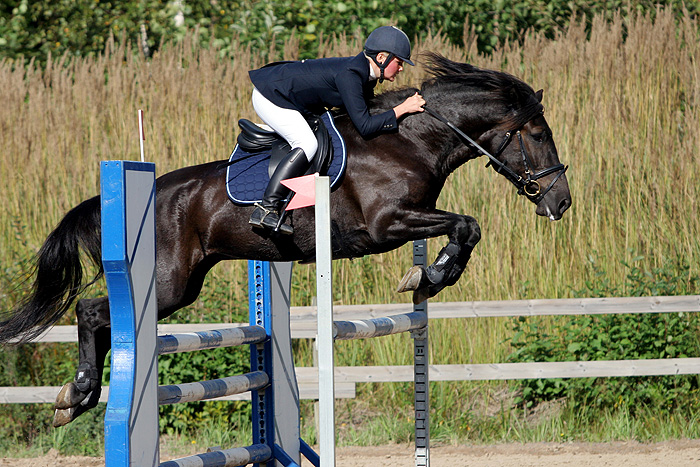
Svart finnhäst.

Trots att det under många år pågått selektiv avel med fuxfärgade finnhästar så föds det fortfarande föl med ovanliga färger som varit förbjudna i aveln.
Utöver grundfärgerna fux, brun och rapp finns i finnhästens genpool anlag för skimmel, gult, konstantskimmel, rabicano och silver. En tydlig form av sabino finns också (dock inte SB-1 formen). Ett enda fall av vit häst är också dokumenterat bland finnhästarna. Hästen registrerades som fuxskäck och troddes vara "sabinovit". Skäck och tigrerad förekommer inte. Eftersom så många olika raser avlats på i Finland före 1900-talet kunde en finsk häst i princip ha vilken färg som helst. Finnhästar är ofta apelkastade, men detta är ingen färg utan ett mönster i hårremmen vanlig särskilt hos skimlar och gula. Den finska hästen har vanligen tjock och tät man och svans, även lockig.
Rödskimlar förekommer bland finnhästarna men verkar bara framträda hos de hästar som ingår i blodslinjen för stoet Sonja, ett rödskimmelfärgat sto som föddes 1936. Fram till 2010 har enbart 6 konstantskimlar registrerats i de finska hästregistren. Även anlag för gult finns hos finnhästen och kan ge hästar som till färgen är gulbruna, isabellfärgade och gulsvarta. Detta förekommer enbart hos hästar som tillhör blodslinjen från Voikko (namnet betyder isabell), ett sto som användes i aveln under 1920-talet. Under hela 1980-talet registrerades totalt bara tio skimmel- och isabellfärgade hästar och idag har förekomsten minskat ytterligare.
Skimmelfärgade finnhästar finns i två blodslinjer: en för stoet Iiris som föddes 1988 men som inte har några skimmelavkomlingar; och en för stoet Pelelaikka och i synnerhet hennes avkomling, E. V. Johtotähti, som är en stamboksregistrerad avelshingst.
Gulgenen finns endast i blodslinjen för stoet Lilli som föddes 1957. Några få finnhästar med färgen gulsvart, gulgenen på svart, har förekommit under rasens hela historia. Det första bekräftade fallet (med DNA-test 2010) var stoet Hennylän Kulta, fött 2009, där testet bekräftade att stoet var gulsvart. 2010 föddes ytterligare ett föl med en ovanlig färg, nämligen en häst med dubbel gulgensuppsättning vilket gav en gulvitfärgad häst med blå ögon, rosa hud och mycket ljust gulvit päls. Fölets föräldrar var en gulbrun hingst och ett isabellfärgat sto.